# Ubaldo Diciotti
 (Lucca, 23 dicembre 1878 – Roma, 4 giugno 1963) è stato un generale italiano.

## Biografia
Dopo aver superato il biennio di matematica alla "Normale" di Pisa, nel 1901 entrò nel Corpo delle Capitanerie di Porto, facendosi subito notare come abile organizzatore e solutore di problemi legati alle attività portuensi militari e civili.
Nel 1919, al termine della prima guerra mondiale, fu chiamato, con il grado di maggiore, a far parte della commissione italiana, guidata dall'ammiraglio Francesco Mazzinghi, per l'attuazione delle incombenze in materia di aspetti marittimi e portuali scaturenti dall'armistizio concesso all'Austria-Ungheria.
Nella sua carriera assunse gli incarichi di Comandante in seconda nei porti di Chioggia e Trieste e di Comandante nei porti di Molfetta, Barletta, Sebenico, Ancona, Livorno e Napoli.
Nel 1930 venne inviato negli Stati Uniti d'America, nell'ambito di uno scambio di esperienze e di studio, dove partecipò a pianificare la riorganizzazione del porto di New York. Tornato in Patria, applicò le teorie sperimentate negli Stati Uniti all'ampliamento del porto di Sampierdarena, all'epoca in fase di allestimento.
Fu comandante della capitaneria di Livorno dal 1932 al 1936, con il grado di colonnello di porto.
Promosso Maggiore Generale di Porto nel 1937, sebbene prossimo al congedo per limiti di età, venne incaricato nel 1939 come Commissario Straordinario e Comandante del Porto di Tripoli.
Lo scoppio della seconda guerra mondiale costrinse Diciotti a operare in condizioni di estrema difficoltà, a causa dell'assoluta necessità di mantenere efficienti i porti della Tripolitania per garantire i rifornimenti alle truppe impegnate su quel fronte, nonostante i continui bombardamenti degli Alleati. Per la sua opera gli venne conferita la Medaglia d'Argento al Valor di Marina.
Richiamato in Italia nel marzo 1941, fu inserito nella milizia ausiliaria ma venne richiamato in servizio attivo nel dicembre 1941 e destinato alla Direzione generale della Marina mercantile, dove rimase fino al 14 settembre 1943, data in cui terminò definitivamente il servizio attivo, non aderendo alla Repubblica Sociale Italiana o al Regno del Sud.

## Intitolazioni

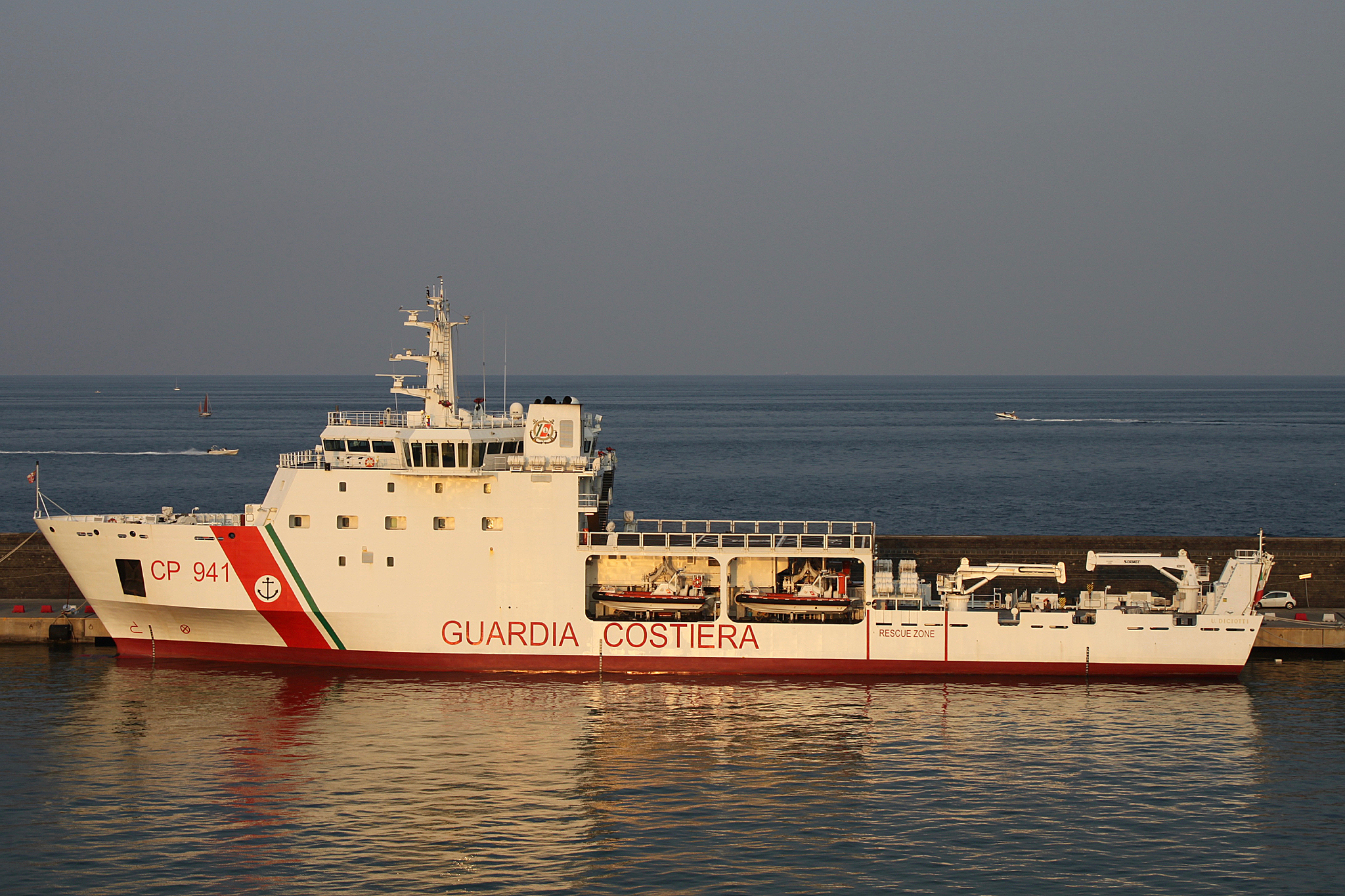
Il pattugliatore CP941 U. Diciotti

Con il suo nome sono state battezzate due unità della Guardia Costiera:
- nel 2002 il primo esemplare della Classe Saettia Mk II, con distintivo CP902, poi radiato e ceduto a Panama
- nel 2013, venne battezzato il pattugliatore d'altura CP941 della classe Dattilo, in dotazione alla Guardia costiera italiana.